# Campagnatico
Campagnatico – miejscowość i gmina we Włoszech, w regionie Toskania, w prowincji Grosseto.
Według danych na rok 2004 gminę zamieszkiwało 2421 osób, 14,9 os./km².